# Garland C. Misener
Garland C. Misener (* 8. September 1909 in Lapeer (Michigan), Vereinigte Staaten; † 10. Juli 2000 in Dallas, Texas) war ein US-amerikanischer Ingenieur, Filmtechniker (Spezialist für Farbfilmentwicklung) und Oscar-Preisträger.

## Leben und Wirken
Garland Misener wuchs in seiner Geburtsstadt Lapeer auf und beendete 1927 seine dortige Highschool-Zeit. Anschließend studierte er bis 1935 an der University of Michigan – Schwerpunkt: Physikingenieurswesen. Misener arbeitete anschließend für die Filmgesellschaft Warner Bros. als Toningenieur und danach für Kodak als Physiker bei den Eastman Kodak Research Labs in Rochester, Bundesstaat New York. Während des Zweiten Weltkriegs war er Leiter der Tonaufnahmen im Signal Corps Photographic Center und erlangte den Rang eines Majors.
Ab 1949 stand Misener vor allem in Diensten des Fotofilm-Konzerns Ansco in Binghampton (Bundesstaat New York). Vier Jahre lang arbeitete er im Auftrag der Ansco Film Division of General Aniline and Film Corp. in der Ansco-Filiale in Hollywood, um das Ansco-Farbfilmsystem zu promoten und bei neuen Hollywood-Produktionen einzuführen. Für die Leistung der Entwicklung und Verbreitung des in der Branche weit verbreiteten Ansco Color Print Scene Tester erhielt Misener 1952 einen Technik-Oscar. 1956 wurde Misener zum Leiter der Laboratorien der Capitals Films in Washington, D.C., berufen.